# Akatek
L'akatek és una llengua maia parlada pels akateks amb nucli original als municipis de San Miguel Acatán i San Rafael La Independencia, part de Concepción Huista, dos llogarets de Nentón i San Sebastián Coatán (Hom) del districte de Huehuetenango, a les muntanyes occidentals de Guatemala. Gràcies a la migració posseeix parlants en Mèxic i minories en Estats Units (principalment en Los Angeles, Califòrnia).

## Denominacions
En general l'idioma akatek, posseeix diversos noms que d'un moment compliquen la ubicació i classificació espacial i temporal, però, per un altre, ajuden d'acord amb la diversitat de nomenclatures usades per les diferents institucions acadèmiques dedicades a l'estudi dels idiomes. Els noms més acceptats són el mateix Acateco (en al·lusió al municipi nucli San Miguel Acatán), Conob, Kanjobal Occidental (en referència a la situació geogràfica i al fet que fou considerat un dialecte del q'anjob'al) i San Miguel Acatán Kanjobal.

## Distribució i límits lingüístics

### Guatemala
Amb una cobertura geogràfica de 114 km², la comunitat akatek ocupa part del territori del departament de Huehuetenango en la comunitat nord-occidental de Guatemala. Al nord limita amb San Sebastián Coatán, Nentón i Santa Eulalia; al sud, amb San Juan Ixcoy, Soloma i Santa Eulalia i a l'oest, amb Jacaltenango. Ser situa a la sierra de los Cuchumatanes.
La comunitat atatet es troba envoltada per pobles que parlen diferents idiomes, però relacionats entre si: al nord es troben les comunitats Popti' i Chuj; al sud i a l'oest, la comunitat Popti' i una àrea de parlants d'espanyol; i a l'est la comunitat q'anjob'al.
Al departament de Huehuetenango, es parla en els següents municipis i llogarets: San Rafael La Independencia, San Miguel Acatán i el llogaret Jo'om de San Sebastián Coatán.

### Mèxic
Segons Roberto Zavala Maldonado, l'akatek de la frontera sud és una llengua de la família kanjobalana molt propera al kanjobal parlat també en el municipi guatemalenc de Barillas. A Mèxic es parla als ejidos de Cuauhtémoc, Benito Juárez i Lago Escondido, tots al municipi de Las Margaritas a Chiapas. Els akateks mexicans són descendents d'immigrants guatemalencs provinents dels municipis de San Miguel Acatán y San Rafael La Independencia. També hi ha escasses minories a Quintana Roo.

## Fonologia
Hi ha moltes particularitats d'akatek, que el fan notar pel que fa als idiomes veïns i al tronc maia en general com la presència d'una sèrie de consonants retroflexes típiques de les llengües kanjobalanrs (vegeu per exemple les paraules ʔišim "blat de moro", ʔiš "dona" o 'waš "bé"). A diferència del jakaltek, en l'akatek no es dona la nasal vetllar que és fonèmica en el primer idioma (JAC: nhah, ACA: na: "casa"; JAC: onh, ACA: ʔon "alvocat"). Les vocals llargues de l'akatek no existeixen en cap altra llengua kanjobalana (cf. els contrasts entre pat "ranxo" i paːt "truita"). A diferència del q'anjob'al, l'akatek no té el fonema /q/.

### Vocals
| Curtes | Llargües amb to baix |
| ------ | -------------------- |
| [a]    | [aː]                 |
| [e]    | [eː]                 |
| [i]    | [iː]                 |
| [o]    | [oː]                 |
| [u]    | [uː]                 |

### Consonants
|                      | Bilabial | Alveolar | Postalveolar | Retroflexa | Palatal | Velar | Uvular | Glotal |
| -------------------- | -------- | -------- | ------------ | ---------- | ------- | ----- | ------ | ------ |
| Nasals               | m        | n        |              |            |         |       |        |        |
| Oclusives            | p        | t tʼ     |              |            |         | k kʼ  | qʼ     | ʔ      |
| Implosives           | ɓ        |          |              |            |         |       |        |        |
| Fricatives           |          | s        | ʃ            | ʂ          |         | x     |        |        |
| Africades            |          | t͡s t͡sʼ   | t͡ʃ t͡ʃʼ       | ʈ͡ʂ ʈ͡ʂʼ     |         |       |        |        |
| Aproximants          | β̞        |          |              |            | j       |       |        |        |
| Vibrants             |          | ɾ        |              |            |         |       |        |        |
| Laterals aproximants |          | l        |              |            |         |       |        |        |

## Gramàtica

### Sistema de categorització lèxica
Un dels trets típics de la subfamília kanjobalana i que es manifesta de manera àmplia en l'akateko és el sistema de categorització lèxica. La llengua té tres paradigmes de morfemes classificatoris, dues d'ells en el sintagma quantitatiu i un altre en el sintagma nominal individuatiu. Els classificadors nominals apareixen en sintagmes nominals precedint al nucli o són substituts de sintagmes nominals, és a dir, funcionen com a pronoms de tercera persona. Aquesta és una de les característiques sintàctiques de major interès en aquesta subfamília.
L'ús anafòric dels classificadors nominals és evident en la narració inicial on es recupera al referent recorrent contínuament al classificador nax "masculí" per mantenir als protagonistes constantment identificats al llarg del discurs. El sistema de classificadors nominals d'aquestes llengües es diferencia dels sistemes de gènere i classes nominals, entre altres coses, perquè permeten establir especificacions semàntiques que etimològicament són encara transparents.
L'exemple (8) adona de les possibilitats per categoritzar a un sintagma nominal que té com a referència a un ésser humà: nax "home", ʔiš "dona", k´o "humà conegut", yab´ "humà apreciat". També hi ha classificadors per a animals, plantes i productes de fusta: noʔ "animal" (8), ʔan "plantes" (17), teʔ "fusta" (1).
La llengua també té classificadors numerals, tal com es veu exemplificat en kaneb´ "quatre inanimat", kank'on "quatre animals", kanwan "quatre humans".

### Gramaticalització de la noció d'espai
Aquesta és una característica d'interès tipològic i constant en la família maia, que en la subfamília kanjobalana es manifesta per mitjà d'un sistema de morfemes direccionals que apareixen com a enclítics de les bases predicatives. Aquest paradigma de morfemes no codifica merament la noció de moviment i direcció sinó que assenyala la trajectòria entre dos punts de l'espai. Aquesta propietat es reflecteix clarament en els exemples amb verbs estatius com l'existencial ʔey "existir" que apareix amb diversos direccionals: ʔey=ʔok "existeix per a dins"; ʔey=tox "existeix cap allà". És típic d'aquesta subfamília la possibilitat de combinar en una cadena sintagmàtica diversos direccionals com en l'exemple: ʔeːl=toj "existeix d'endins cap a fora".